# Mariano Pulido
José Mariano Pulido Solís (Marchena, 22 de agosto de 1956 - 2 de abril de 2013) foi um futebolista profissional espanhol que atuava como defensor.

## Carreira
Mariano Pulido se profissionalizou no Sevilla.

## Seleção
Mariano Pulido integrou a Seleção Espanhola de Futebol nos Jogos Olímpicos de 1976, em Montreal.